# Елізабет Робоз Ейнштейн
Елізабет Робоз Ейнштейн (англ. Elizabeth Roboz Einstein); (11 квітня 1904 , Орештіє, Гунедоара  — 9 січня 1995 , Берклі, Каліфорнія ) — угорська біохімікиня та нейробіологиня, піонерка у галузі нейрохімії; відома своїми роботами з виділення основного мієлінового білка та дослідження його ролі у розвитку розсіяного склерозу.

## Біографія
Елізабет Робоз народилася в 1904 році в місті Сасварош (угор. Szászváros, Угорського королівства; в даний час — Орештіє, Румунія) в родині головного рабина міста. Після смерті батька мати перевезла сім'ю до угорського міста Ньїредьгаза.
Через уведені в Будапештському університеті обмеження на прийом євреїв Робоз вступила до Віденського університету, який закінчила в 1928 році з відзнакою, отримавши ступінь по органічній хімії. Після повернення до Угорщини для підтвердження ступеня вона була змушена перездати іспити.
Будучи студенткою, вивчала біохімію рослин. Пізніше, вже в Угорщині, вона заснувала лабораторію із живлення рослин в угорській сільськогосподарській фірмі.
У 1940 році Робоз на тлі посилення антисемітських настроїв емігрувала з Угорщини до США по візі спеціаліста по сільському господарству.
У 1959 році Елізабет Робоз вийшла заміж за Ганса Альберта Ейнштейна (1904—1973), старшого сина знаменитого Альберта Ейнштейна. Після смерті чоловіка вона написала і опублікувала в 1991 році його біографію.
Академічна кар'єра Робоз розпочалася в 1942 році на посаді наукового співробітника Каліфорнійського технологічного інституту, де вона працювала з Ар'є Жаном Хаген-Смітом. Пізніше вона працювала в Університеті Вайомінгу, в Інженерному коледжі, у Стенфордському університеті і в Лабораторії харчових досліджень Стенфордського дослідницького інституту.
У 1952 році Елізабет Робоз перейшла до Джорджтаунського університету, де вона викладала також і студентам-медикам. Саме в цей час у неї з'явився інтерес до вивчення розсіяного склерозу.
У 1958 році вона повернулася в Стенфордський університет, де очолила нову лабораторію нейрохімії Кошланда.
У 1959 році вона перейшла до Каліфорнійського університету в Сан-Франциско, а потім до Каліфорнійського університету в Берклі.
Велика частина її наукової діяльності була підтримана урядом США через систему Національних інститутів охорони здоров'я, у структурі яких вона займалася дослідженнями в клінічній лабораторії Національного інституту психічного здоров'я.
Елізабет Робоз Ейнштейн була членом Американського хімічного товариства, Товариства експериментальної біології та медицини і Американської академії неврології, в якій в 1957 році разом з Мейнардом Коеном і Дональдом Б. Тауером створила відділення нейрохімії.

## Дослідження
Елізабет Робоз Ейнштейн спільно з Керіан Кіз визначили основний мієліновий білок як антиген, відповідальний за порушення імунної відповіді при експериментальному аутоімунному енцефаломієліті, що моделює умови для вивчення розсіяного склерозу та інших демієлінізуючих захворювань. До даних досліджень вченим було невідомо, що саме провокує імунну відповідь. Це відкриття дозволило звузити коло антигенів і вдосконалити дослідження потенційних можливостей імунотерапії при демієлінізуючих захворюваннях.
У 1968 році Робоз Ейнштейн отримала грант від Національного товариства розсіяного склерозу, який був спрямований на подальші дослідження спільно з колегами з Каліфорнійського університету в Сан-Франциско.Вона також розробила методи вимірювання рівнів імуноглобуліну і глікопротеїнів у спинномозковій рідини і вивчила, як їх зміна впливає на захворювання.
З 1961 по 1962 роки Робоз Ейнштейн була стипендіатом SEATO в Бангкокському університеті і проводила дослідження в Бангкокському інституті Пастера з вивчення енцефаломієлітів після вакцинації від сказу.
Також у Каліфорнійському університеті в Сан-Франциско вона керувала дослідженням білків нервової тканини, а в Каліфорнійському університеті в Берклі брала участь у вивченні впливу тиреоїдних гормонів на процес мієліногенезу, що дозволило в подальшому розробити гормональну замісну терапію для новонароджених, які страждають гіпотиреодизмом.

## Окремі публікації
- Ейнштейн, Э. Р.  = Proteins of the brain and CSF in health and disease / пер. с англ. Н.А. Габеловой, Е.Б. Кофмана. — М. : Мир, 1988. — 278 с. — ISBN 5-03-001283-4. Архівовано з джерела 18 квітня 2021
- Elizabeth Roboz Einstein. The Isolation From Bovine Spinal Cord Of A Homogeneous Protein With Encephalitogenic Activity :  [англ.] / Elizabeth Roboz Einstein, Duncan M. Robertson. — Journal of Neurochemistry. — 1962. — Vol. 9 (July). — P. 353–361.Elizabeth Roboz Einstein. The Isolation From Bovine Spinal Cord Of A Homogeneous Protein With Encephalitogenic Activity :  [англ.] / Elizabeth Roboz Einstein, Duncan M. Robertson. — Journal of Neurochemistry. — 1962. — Vol. 9 (July). — P. 353–361.